# Reichsgau del Alto Danubio
El reichsgau del Alto Danubio (en alemán: Reichsgau Oberdonau) era una división administrativa de la Alemania nazi formada por la Alta Austria y partes de Bohemia Meridional. Partes de Salzkammergut fueron anexadas de Estiria.
El gau tenía el título honorífico de "gau del Hogar del Führer" (en alemán: heimatgau des Führers),ya que Adolf Hitler había nacido en el territorio que ocupaba el reichsgau Alto Danubio. Existió entre 1938 y 1945.

## Historia
El sistema nazi gau (gaue en plural) se estableció originalmente en una conferencia del partido el 22 de mayo de 1926, con el fin de mejorar la administración de la estructura del partido. A partir de 1933, después de la toma del poder por parte de los nazis, los gaue reemplazaron cada vez más a los estados alemanes como subdivisiones administrativas en Alemania. En 1938, la Alemania nazi se anexionó a Austria, siendo esta última subdividida en varios reichsgaue.
Al frente de cada Gau se encontraba un Gauleiter, una posición que se hizo cada vez más poderosa, especialmente después del estallido de la Segunda Guerra Mundial. Los gauleiter locales estuvieron a cargo de la propaganda y la vigilancia y, desde septiembre de 1944 en adelante, del Volkssturm y la defensa de los gau.
La posición de gauleiter en Oberdonau fue ocupada por August Eigruber durante la existencia del reichsgau.
El campo de concentración de Mauthausen-Gusen estaba ubicado en el reichsgau Oberdonau. De los 199.404 prisioneros que fueron enviados al campo, 119.000 murieron en las duras condiciones del campo por exceso de trabajo, desnutrición y agotamiento.